# Enric Mas
Pour les articles homonymes, voir Mas.
Mas  Nicolau est un nom espagnol. Le premier nom de famille, en général paternel, est Mas ; le second, en général maternel, souvent omis, est Nicolau.
Enric Mas Nicolau (né le 7 janvier 1995 à Artà) est un coureur cycliste espagnol, membre de l'équipe Movistar. Spécialiste des courses par étapes, il a notamment terminé deuxième du Tour d'Espagne en 2018, 2021 et 2022. Il a également remporté le classement du meilleur jeune de l'épreuve en 2018 et 2020, ainsi qu'une étape.

## Biographie
Originaire de l'île de Majorque, Enric Mas est le cousin de l'ancien coureur Antonio Colom, qui est également son entraîneur.

### Débuts cyclistes et carrière amateur
En 2012, il est sacré champion d'Espagne du contre-la-montre chez les juniors (moins de 19 ans). Il intègre ensuite l'équipe de la Fondation Contador, où il court durant trois saisons. Bon grimpeur, il brille principalement dans le calendrier amateur espagnol. Il termine également quatrième et meilleur jeune de la Course de la Paix espoirs en 2014, sous les couleurs de sa sélection nationale. Début 2015, il est invité à un stage de la formation WorldTour Tinkoff-Saxo organisé en Sicile. Son directeur sportif Rafael Díaz Justo estime alors qu'il est le meilleur grimpeur espagnol de sa génération. 
En 2016, il décide de partir à l'étranger en signant avec la formation Klein Constantia, filiale de l'équipe professionnelle Etixx-Quick Step. Pour sa dernière année espoirs, il s'illustre sur les courses par étapes. Il gagne le Tour de l'Alentejo, le Tour de Savoie Mont-Blanc et se classe deuxième du Tour de la Vallée d'Aoste.

### Carrière professionnelle

#### 2017-2019: Quick Step
En 2017, il est promu avec deux de ses coéquipiers dans l'équipe principale, Quick-Step Floors. Il fait ses débuts avec Quick-Step, et dans le World Tour, à l'occasion du Tour Down Under. Il est le mieux placé de l'équipe au classement général, à la 26e place. Au cours de cette saison, il se classe deuxième du Tour de Burgos et termine le Tour d'Espagne, son premier grand tour, à la 71e place.

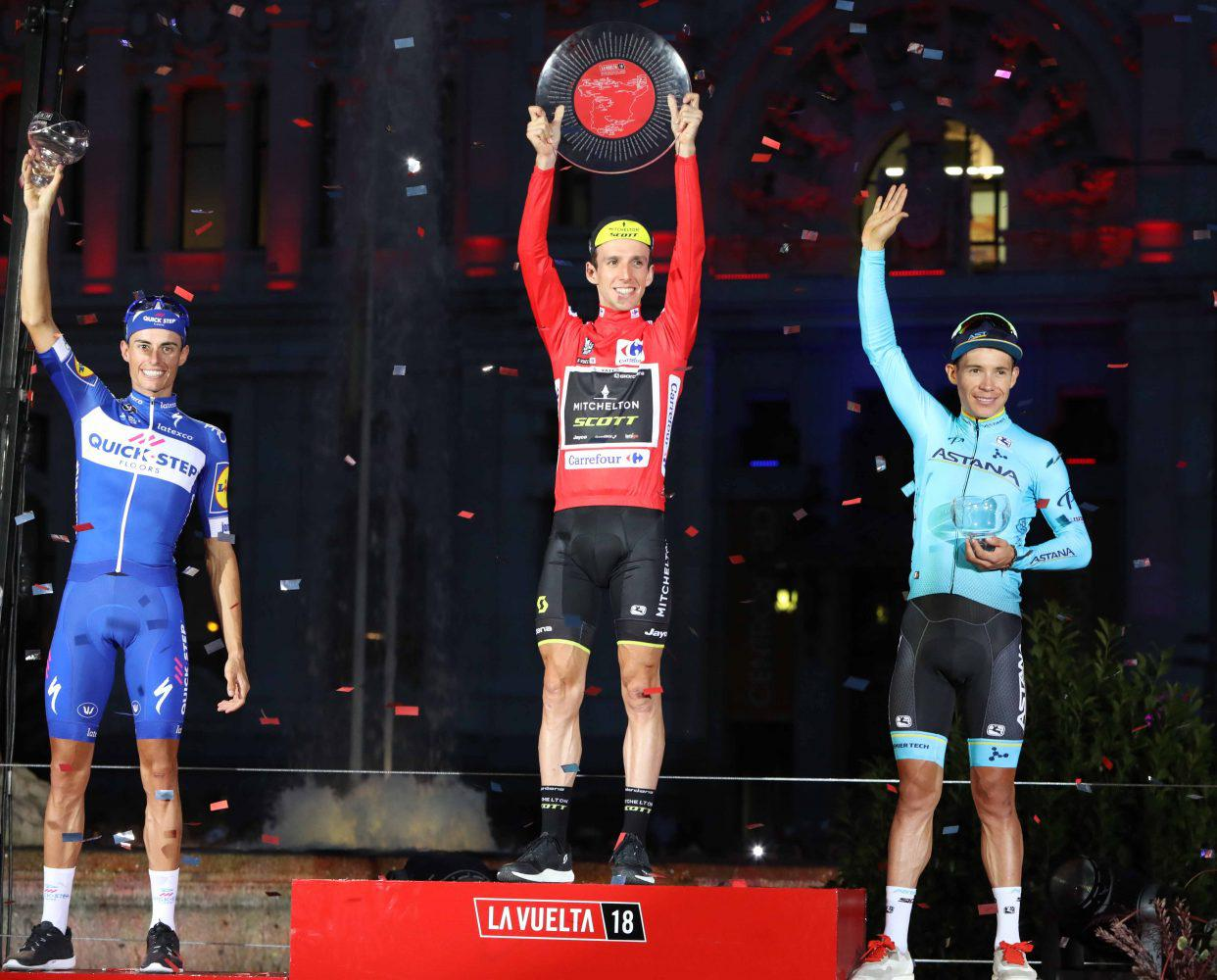
Enric Mas (à gauche) sur le podium de la Vuelta 2018, accompagné par Simon Yates et Miguel Ángel López.

En 2018, il remporte à 23 ans la sixième étape du Tour du Pays basque et se classe sixième et meilleur jeune de l'épreuve. En juin, il s'illustre en prenant la deuxième place de la quatrième étape du Tour de Suisse, battu au sprint par Diego Ulissi. Il termine la course à la quatrième place du général (à huit secondes du podium) et décroche le maillot de meilleur jeune. Il aborde le Tour d'Espagne comme leader de l'équipe Quick-Step, où il vise un top 10. Très régulier tout au long de l'épreuve, il monte en puissance et progresse au classement général lors de la dernière semaine. Il remporte l'avant-dernière étape, une arrivée au sommet de la Gallina en Andorre. Il termine deuxième de la Vuelta derrière Simon Yates et s'affiche comme l'un des grands espoirs espagnols.
Il commence sa saison 2019 avec une quatrième place sur le Tour de l'Algarve. Il enchaine avec une neuvième place sur le Tour de Catalogne, après avoir gagné six places lors de la dernière étape, où il se classe deuxième. Il est ensuite onzième du Tour du Pays basque et neuvième du Tour de Suisse. Lors de son premier Tour de France, il est au contact des meilleurs et figure à la quatrième place du général après le contre-la-montre individuel de la 13e étape. Il porte le maillot blanc de meilleur jeune pendant une étape, avant de le perdre au profit du futur vainqueur Egan Bernal. Il perd plus de 30 minutes durant les deux étapes suivantes et se mue en équipier pour Julian Alaphilippe, maillot jaune pendant 2 semaines et finalement cinquième du général final. Une semaine après le Tour, il se classe huitième de la Classique de Saint-Sébastien. En octobre 2019, il s'impose pour la première fois de l'année sur la quatrième étape du Tour du Guangxi, ce qui lui permet de remporter l'épreuve au terme des six jours de course, sa première victoire de la saison. 

#### Depuis 2020: leader chez Movistar
En 2020, il quitte Deceuninck-Quick-Step pour Movistar en tant que leader sur les grands tours, pour remplacer Richard Carapaz, Mikel Landa et Nairo Quintana partis à l'intersaison. Dans une saison marquée par l'arrêt des compétitions pendant plusieurs mois en raison de la pandémie de Covid-19, il se montre régulier en terminant cinquième du Tour de France. Lors du Tour d'Espagne, il termine également cinquième du général et s'adjuge pour la deuxième fois le classement du meilleur jeune.
En 2021, après des débuts discrets, il remporte le 16 avril la 3e étape du Tour de la Communauté valencienne et s'empare du maillot de leader. Il le perd dès le lendemain sur le contre-la-montre, où il chute dans les derniers mètres et doit se contenter de la troisième place finale. En juin, en préparation du Tour de France, il est onzième du Critérium du Dauphiné et troisième du Mont Ventoux Dénivelé Challenges. Il se montre régulier lors du Tour de France et accroche une sixième place finale. Il enchaine avec le Tour d'Espagne, où il est co-leader avec Miguel Ángel López et Alejandro Valverde. Si ce dernier abandonne sur chute, Miguel Ángel López et Enric Mas se montrent parmi les plus forts durant les trois semaines et se retrouvent la veille de l'arrivée tous les deux sur le podium, derrière Primož Roglič. Durant la 20e étape, López abandonne après avoir été piégé lors d'un mouvement de course des leaders, où figure notamment Mas. Ce dernier termine finalement deuxième de la Vuelta comme en 2018 et remporte la Coupe d'Espagne.

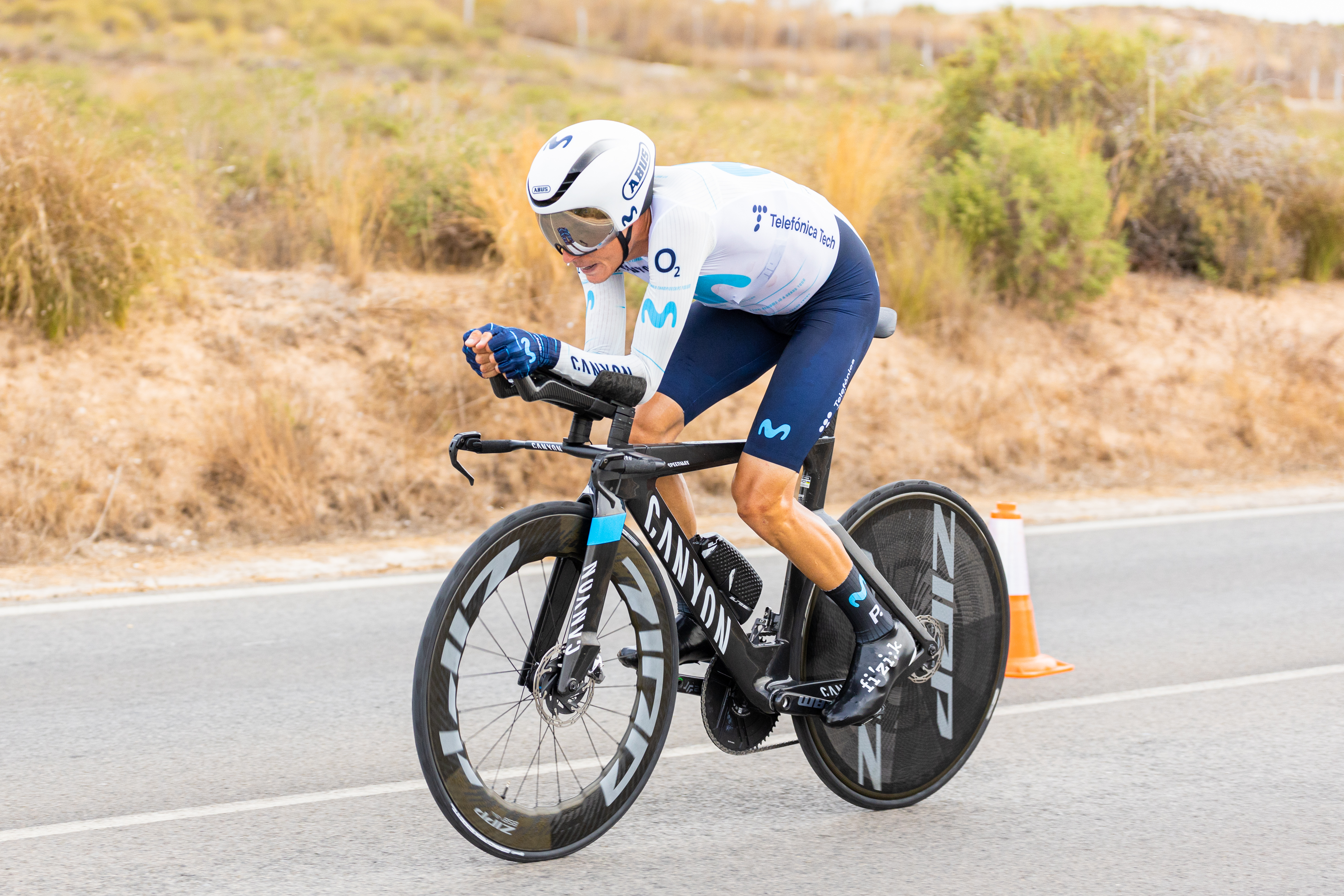
Mas sur le Tour d'Espagne 2022.

Son début de saison 2022 est marquée par une quatrième place sur le Tour de la Communauté valencienne et une neuvième place sur le Tour du Pays basque. Après un abandon causé par les séquelles d'une chute sur le Critérium du Dauphiné, il est au départ du Tour de France en tant que chef de file de sa formation. Alors qu'il est onzième du classement général, il est testé positif au SARS-CoV-2 avant le départ de la dix-neuvième étape et est contraint à l'abandon. Auparavant, il avait perdu beaucoup de temps, notamment dans les descentes, car il était tombé plusieurs fois lors des courses d'avant Tour et manquait donc de confiance dans les descentes. Avant de prendre le départ de la Vuelta, il travaille avec un psychologue et un expert en descente pour apaiser ses craintes. Sur le Tour d'Espagne, il est à la lutte pour la victoire avec Remco Evenepoel qu'il tente de distancer en vain dans la 18e étape et termine deuxième du classement général pour la troisième fois à un peu plus de deux minutes du Belge. Lors des classiques italiennes de fin de saison, il remporte le Tour d'Émilie en lachant Tadej Pogačar dans la montée finale. Il s'agit de sa première victoire sur une course d'un jour. Lors du Tour de Lombardie, il est le seul à pouvoir suivre Pogačar, mais s'incline lors du sprint à deux face au Slovène. Avec cette deuxième place, Mas signe son premier podium sur une classique Monument.
En première partie d'année 2023, il se classe cinquième du Tour d'Andalousie et du Tour du Pays basque, ainsi que sixième de Tirreno-Adriatico. Le 1er juillet, il abandonne le Tour de France dès la première étape après une chute. Il fait son retour le mois suivant sur le Tour d'Espagne, où il se classe sixième. En fin d'année, il prend la quatrième place du Tour d'Émilie.
En 2024, il est cinquième du Tour de Catalogne, sixième du Tour de Romandie et septième du Tour de Suisse. Après une troisième place au Tour d'Espagne, il est sélectionné pour la course en ligne des championnats du monde disputée fin septembre sur un parcours favorable aux grimpeurs autour de Zurich. Il termine huitième de l'épreuve. En fin de saison, il est cinquième du Tour de Lombardie.
Lors de la saison 2025, Enric Mas prolonge son contrat avec Movistar jusqu'en 2029. En juillet, lors du Tour de France, Mas se signale lors de la seizième étape qui se termine au sommet du mont Ventoux. Membre de l'échappée qui aborde en tête cette ascension, il passe à l'attaque à 14 kilomètres de l'arrivée et compte jusque 40 secondes d'avance sur ses poursuivants. Il est finalement rejoint puis distancé par Ben Healy et Valentin Paret-Peintre et se classe septième au sommet. Deux jours plus tard, atteint de douleurs à la jambe gauche, il est contraint à l'abandon. Une phlébite lui est alors diagnostiquée et l'oblige à mettre un terme à sa saison, ce qui implique pour lui de déclarer forfait pour le Tour d'Espagne pour la première fois depuis 2019.

## Profil
Enric Mas est classé comme un grimpeur dès sa carrière en espoirs. Selon Alberto Contador, Mas a le profil pour être performant sur les grands tours en raison de ses caractéristiques de grimpeur, d'aptitudes en contre-la-montre mais aussi d'une faculté de récupération qu'il juge « impressionnante ».

## Palmarès

### Palmarès amateur
| - 2011 - Champion d'Espagne de poursuite cadets - 2e du championnat d'Espagne de scratch cadets - 2012 - Champion d'Espagne du contre-la-montre juniors - 3e étape de la Vuelta al Besaya - Circuito Cántabro Junior - Tour de Pampelune : - Classement général - 1reet 2e (contre-la-montre) étapes - 2e de la Cursa Ciclista del Llobregat - 2e du Xanisteban Saria - 2e du championnat d'Espagne de course aux points juniors - 2013 - 2e de la Bizkaiko Itzulia | - 2014 - 3e du Tour de Palencia - 2015 - 3e étape du Tour de la Bidassoa - 2e du Tour de la Bidassoa - 2e du Tour de Palencia - 2016 - Tour de l'Alentejo : - Classement général - 2e étape - Classement général du Tour de Savoie Mont-Blanc - 2e du Tour de la Vallée d'Aoste |  |

### Palmarès professionnel
| - 2017 - 2e du Tour de Burgos - 2018 - 6e étape du Tour du Pays basque - Tour d'Espagne : - Classement du meilleur jeune - 20e étape - 2e du Tour d'Espagne - 4e du Tour de Suisse - 6e du Tour du Pays basque - 2019 - Tour du Guangxi : - Classement général - 4e étape - 8e de la Classique de Saint-Sébastien - 9e du Tour de Catalogne - 9e du Tour de Suisse - 2020 - Classement du meilleur jeune du Tour d'Espagne - 2e de la Coupe d'Espagne - 5e du Tour de France - 5e du Tour d'Espagne - 2021 - 3e étape du Tour de la Communauté valencienne - Coupe d'Espagne - 2e du Tour d'Espagne - 3e du Tour de la Communauté valencienne - 3e du Mont Ventoux Dénivelé Challenges - 6e du Tour de France | - 2022 - Tour d'Émilie - 2e du Tour d'Espagne - 2e du Tour de Lombardie - 9e du Tour du Pays basque - 2023 - 5e du Tour du Pays basque - 6e de Tirreno-Adriatico - 6e du Tour d'Espagne - 2024 - 3e du Tour d'Espagne - 5e du Tour de Catalogne - 5e du Tour de Lombardie - 6e du Tour de Romandie - 7e du Tour de Suisse - 8e du championnat du monde sur route - 2025 - 2e du Tour du Pays basque - 3e du Tour de Catalogne - 3e de l'Andorra MoraBanc Clàssica - 7e du Critérium du Dauphiné |  |

## Résultats sur les grands tours

### Tour de France
7 participations
- 2019 : 22e
- 2020 : 5e
- 2021 : 6e
- 2022 : non-partant (19e étape)
- 2023 : abandon (1re étape)
- 2024 : 19e
- 2025 : abandon (18e étape)

### Tour d'Espagne
7 participations
- 2017 : 71e
- 2018 : 2e, vainqueur du classement du meilleur jeune[25], vainqueur de la 20e étape
- 2020 : 5e, vainqueur du classement du meilleur jeune
- 2021 : 2e
- 2022 : 2e
- 2023 : 6e
- 2024 : 3e

## Classements mondiaux
| Année                                 | 2014 | 2015 | 2016 | 2017 | 2018  | 2019 | 2020 | 2021 | 2022 | 2023 | 2024 |
| ------------------------------------- | ---- | ---- | ---- | ---- | ----- | ---- | ---- | ---- | ---- | ---- | ---- |
| UCI World Tour                        |      |      | nc   | 181e | 26e   |      |      |      |      |      |      |
| Classement mondial                    |      |      | 555e | 286e | 39e   | 65e  | 40e  | 25e  | 19e  | 49e  | 11e  |
| UCI Europe Tour                       | 624e | nc   | 330e | 247e | 1151e | 53e  | 33e  | 22e  | 15e  | 41e  | 9e   |
|                                       |      |      |      |      |       |      |      |      |      |      |      |
| Légende : nc = non classéSource : UCI |      |      |      |      |       |      |      |      |      |      |      |